# Kooikerhondje
Le Kooikerhondje, appelé aussi Petit chien hollandais de chasse au gibier d'eau, est un chien de chasse de taille moyenne environ 35 à 40 cm au garrot. Il est originaire des Pays-Bas.

## Description
C'est un chien résistant au froid et à l'humidité, enthousiaste, qui lève et rapporte à la perfection. Il est doux, peu bruyant, sociable et attentif. Les mouvements de sa queue attirent les canards hors de leur cachette. 
Il peut vivre environ treize ans et a besoin d'exercice et d'entretien de sa robe régulièrement.

## Caractéristiques
- taille : 35 à 42 cm au garrot
- poids :  10 à 15 kg
- espérance de vie moyenne : 13 ans
- robe :   de couleur orange à rouge plus ou moins clair ou foncé, longueur moyenne, légèrement ondulé, pas trop fin, serré contre le corps, sous-poil développé. Entretien facile.
- tête : assez large, un peu bombée
- cou :  droit et musclé
- corps : dos solide, poitrine descendue avec des côtes assez cintrées.
- queue : horizontale, jamais recourbée, garnie de franges avec panache blanc

## Lekooikerhondjedans l'histoire et dans l'art
- Un petit chien de cette race est fréquemment représenté dans les tableaux du peintre néerlandais Jan Steen (1625/1626-1679).